# Crenuchidae
Crenuchidae – rodzina słodkowodnych ryb promieniopłetwych z rzędu kąsaczokształtnych (Characiformes).

## Występowanie
Wschodnia Panama i Ameryka Południowa do północnej Argentyny i Urugwaju.

## Cechy charakterystyczne
Rodzina Crenuchidae została wyodrębniona z kąsaczowatych na podstawie parzystego otworu w kości czołowej. Są to ryby niewielkich rozmiarów – większość nie przekracza 10 cm długości standardowej. U Poecilocharax nie występuje płetwa tłuszczowa.

## Klasyfikacja
Do rodziny należą następujące podrodziny:
- Crenuchinae Günther, 1864
- Characidiinae Fowler, 1932